# Armoracia
Armoracia bildet eine Pflanzengattung in der Familie der Kreuzblütengewächse (Brassicaceae). Die Gattung umfasst weltweit zwei bis drei Arten. Die heute bekannteste Art, der Meerrettich, wird auf Grund seines markanten, stechenden Geruchs häufig kultiviert und mit vielen Gerichten gereicht.

## Beschreibung

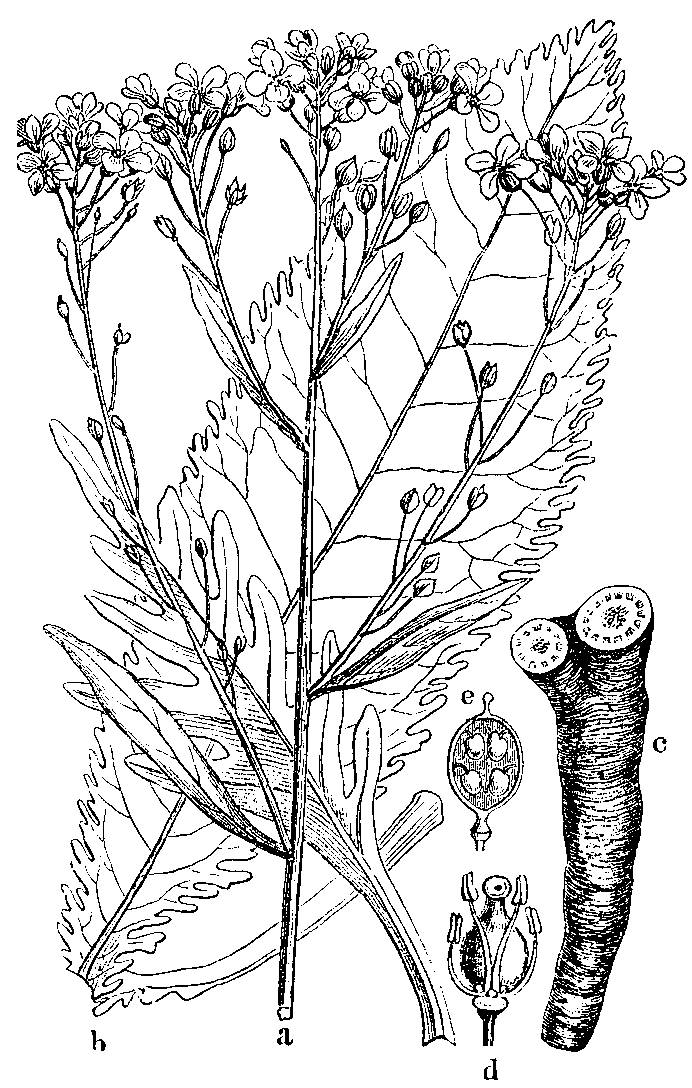
Illustration vom Meerrettich (Armoracia rusticana)

### Vegetative Merkmale
Die Armoracia-Arten wachsen als ausdauernde, krautige Pflanzen. Sie bilden Pfahlwurzeln als Überdauerungsorgane. Keine Pflanzenteile besitzen Trichome (Pflanzenhaare). Die aufrechten Stängel sind zur Spitze hin verzweigt.
Die Laubblätter stehen sowohl in grundständigen Rosetten als auch am Stängel verteilt (Phyllotaxis). Die grundständigen Blätter sind lang gestielt, einfach mit gekerbten oder glatten Blatträndern. Die Stängelblätter dagegen besitzen im unteren Bereich Blattstiele und die oberen sind sitzend. Ihre Blattspreiten sind fiederteilig mit gekerbten bis zerschlitzten Blatträndern.

### Generative Merkmale
Die traubigen Teilblütenstände sind in rispigen oder oft schirmtraubigen Gesamtblütenständen zusammengefasst und enthalten viele Blüten, aber keine Tragblätter. Bis zur Fruchtreife verlängern sich die Blütenstände. Die schlanken Blütenstiele sind bei der Fruchtreife aufstrebend, sparrig oder leicht zurückgebogen.
Die zwittrigen Blüten sind vierzählig mit doppelten Perianth. Die vier ausgebreiteten oder aufstrebenden Kelchblätter sind von eiförmiger oder länglicher Gestalt. Die vier weiß gefärbten Kronblätter sind länger als die Kelchblätter, aufsteigend angelegt und zeigen eine verkehrt-eiförmige oder verkehrt-lanzettliche Gestalt. In zwei Kreisen (diplostemon) stehen etwas spreizend insgesamt sechs Staubblätter, wobei im inneren Kreis vier etwas längere Staubblätter und im äußeren Kreis zwei kürzere Staubblätter postiert sind. Die Staubfäden sind an der Basis leicht verbreitert. Die Staubbeutel zeigen eine eiförmige bis länglich-lineare Form mit abgestumpften Spitzen. Die Nektardrüsen liegen an der Basis aller Staubblätter, wobei auch die mittleren Drüsen vorhanden sind. Der Fruchtknoten enthält 8 bis 20 Samenanlagen.  Der Griffel fehlt entweder oder ist kurz und misst bis zuhöchst 2 Millimeter. Die Narbe ist kopfig oder manchmal zweilappig.
Es werden gestielte, längliche, eiförmige, elliptische oder kugelförmige Schoten gebildet. Die kahlen und glatten Klappen besitzen keine Adern. Das Replum ist rundlich und das Septum durchlöchert oder auf einen Kranz reduziert. Die in zwei Reihen angelegten Samen sind flügellos, dicklich und eiförmig-länglich. Die Samenschale ist gepunktet und wird im nassen Zustand nicht klebrig-schleimig.

## Verbreitung, Gefährdung und Schutz
Eine Art der Gattung Armoracia  ist ursprünglich vermutlich in Osteuropa beheimatet gewesen, die zweite Art kennt man aus Asien in Sibirien und Ostasien und die dritte Art besiedelt die östliche Hälfte des nordamerikanischen Kontinents. Die Kultivierung der ursprünglich osteuropäischen Art, des Meerrettichs, hatte zur Folge, dass diese Art durch Verwilderung neue Lebensräume gefunden hat. Sie  besiedeln nasse oder feuchte Lebensräume.
Die Weltnaturschutzunion IUCN führt keine Armoracia-Art in der Roten Liste gefährdeter Arten – sie werden also global betrachtet als nicht gefährdet angesehen.

## Systematik
Die Gattung Armoracia wurde 1800 von Gottfried Gaertner, Bernhard Meyer und Johannes Scherbius in Oekonomisch-Technische Flora der Wetterau, 2, S. 426–428 aufgestellt. Sie veröffentlichten dabei für den Meerrettich den Artnamen Armoracia rusticana G.Gaertn., B.Mey. & Scherb., der als Cochlearia armoracia L. 1753 erstveröffentlicht worden war. Ein Synonym für Armoracia G.Gaertn., B.Mey. & Scherb. ist Raphanis Moench. Die Gattung Armoracia gehört zur Tribus Cardamineae innerhalb der Familie der Kreuzblütengewächse (Brassicaceae).
Die Gattung Armoracia enthält zwei oder drei Arten:
- Meerrettich (Armoracia rusticana G.Gaertn., B.Mey. & Scherb.): Mit vermuteter ursprünglicher Verbreitung in Osteuropa und durch die Kultivierung und anschließende Verwilderung nun sehr weit und auch auf anderen Kontinenten verbreitet[2].
- Armoracia sisymbroides (DC.) Cajander: Die Heimat liegt in Sibirien und im russischen Ostasien[3].

In einigen Quellen wird eine dritte Art Armoracia lacustris (A.Gray) Al-Shehbaz & V.M.Bates erwähnt, die jedoch nach dem Brassicaceae-Spezialisten Ihsan Ali Al-Shehbaz und anderen Quellen als Rorippa aquatica in die Gattung Rorippa eingegliedert ist.